# Istiqlol Dusjanbe
Istiqlol Dusjanbe eller Esteghlal Dusjanbe (tadzjikiska: Istiqlol; ryska: Истиклол, Istiklol) är en fotbollsklubb från Dusjanbe i Tadzjikistan. Klubben spelar för närvarande i tadzjikiska ligan och eftersom man vann säsongen 2011 är man regerande mästare.

## Historia
Klubben bildades år 2007 under Sjohruh Sajidov. År 2008 deltog man i ligan för första gången och vann alla sina 35 matcher vilket gjorde att man tog sig upp till högstaligan. Efter att ha vunnit ligan år 2010 fick man ställa upp i AFC President's Cup 2011, där man lyckades ta sig vidare från den första fasen. I den andra ställdes man mot turkmeniska FK Balkan och Taiwan Power Company från Taiwan och slutade sist i sin grupp och slogs ut ur turneringen.

## Placering tidigare säsonger
| Säsong | Nivå | Liga       | Placering | Referens | Notering |
| ------ | ---- | ---------- | --------- | -------- | -------- |
| 2009   | 1    | Ligai olii | 4         | [ 1 ]    |          |
| 2010   | 1    | Ligai olii | 1         | [ 2 ]    |          |
| 2011   | 1    | Ligai olii | 1         | [ 3 ]    |          |
| 2012   | 1    | Ligai olii | 3         | [ 4 ]    |          |
| 2013   | 1    | Ligai olii | 2         | [ 5 ]    |          |
| 2014   | 1    | Ligai olii | 1         | [ 6 ]    |          |
| 2015   | 1    | Ligai olii | 1         | [ 7 ]    |          |
| 2016   | 1    | Ligai olii | 1         | [ 8 ]    |          |
| 2017   | 1    | Ligai olii | 1         | [ 9 ]    |          |
| 2018   | 1    | Ligai olii | 1         | [ 10 ]   |          |
| 2019   | 1    | Ligai olii | 1         | [ 11 ]   |          |
| 2020   | 1    | Ligai olii | 1         | [ 12 ]   |          |
| 2021   | 1    | Ligai olii | 1         | [ 13 ]   |          |
| 2022   | 1    | Ligai olii | 1         | [ 14 ]   |          |
| 2023   | 1    | Ligai olii | 1         | [ 15 ]   |          |
| 2024   | 1    | Ligai olii | 1         | [ 16 ]   |          |

## Meriter

### Klubb
- Tadzjikiska ligan: 13
2010, 2011, 2014, 2015, 2016, 2017, 2018, 2019, 2020, 2021, 2022, 2023, 2024
- Tadzjikiska cupen: 9
2009, 2010, 2011[17], 2013, 2014, 2015, 2016, 2018, 2019, 2022
- Tadzjikiska supercupen: 11
2010, 2011, 2012, 2014, 2015, 2016, 2018, 2019, 2020, 2021, 2022

### Individuella
- Tadzjikistans årets mest värdefulla spelare 2010: Jusuf Rabijev
- Tadzjikistans årets försvarare 2010: Jeradzj Radzjabov
- Tadzjikistans årets tränare 2010: Alimzjon Rafikov

## Tränare
- Kanat Latifov, (2008 – 2009)
- Salohiddin Ghafurov, [18] (2009 – 2010)
- Alimzjon Rafikov (2010 – 2012)
- Nikola Kavazović (2012 – 20??)

### Fotnoter
1. ↑  http://www.rsssf.com/tablest/taji09.html
2. ↑  http://www.rsssf.com/tablest/taji2010.html
3. ↑  http://www.rsssf.com/tablest/taji2011.html
4. ↑  http://www.rsssf.com/tablest/taji2012.html
5. ↑  http://www.rsssf.com/tablest/taji2013.html
6. ↑  http://www.rsssf.com/tablest/taji2014.html
7. ↑  http://www.rsssf.com/tablest/taji2015.html
8. ↑  http://www.rsssf.com/tablest/taji2016.html
9. ↑  http://www.rsssf.com/tablest/taji2017.html
10. ↑  http://www.rsssf.com/tablest/taji2018.html
11. ↑  http://www.rsssf.com/tablest/taji2019.html
12. ↑  http://www.rsssf.com/tablest/taji2020.html
13. ↑  http://www.rsssf.com/tablest/taji2021.html
14. ↑  http://www.rsssf.com/tablest/taji2022.html
15. ↑  http://www.rsssf.com/tablest/taji2023.html
16. ↑  http://www.rsssf.com/tablest/taji2024.html
17. ↑  http://www.ozodi.org/content/article/24538034.html
18. ↑  ”Arkiverade kopian”. Arkiverad från originalet den 6 mars 2012. https://web.archive.org/web/20120306024101/http://www.varzish-sport.tj//index.php?option=com_content&task=view&id=2147&Itemid=1. Läst 28 april 2012.